# Šišmiš (opereta)
Šišmiš (njem. Die Fledermaus) je hvaljena opereta Johanna Straussa mlađeg. Gustav Mahler prozvao ju je »najboljom komičnom operom«, a istu su hvalili i Liszt, Wagner i Brahms, kao i Toscanini, Karajan i Bernstein. Praizvedena je 5. travnja 1874. u Beču. Naziva se i »Opereta nad operetama«.
Libreto operete napisali su Richard Genée i Karl Haffner na temelju farse »Zatvor« Juliusa Rodericha Benedixa i vodvilju »Le révellion« Henria Meilhaca i Ludovica Halévya.
Kod nas izvođena u zagrebačkoj »Komediji«, varaždinskom, splitskom i zagrebačkom HNK-u te na Muzičkoj akademiji u Zagrebu.